# 小崎恭弘
小崎 恭弘（こざき やすひろ、1968年7月16日 - ）は、日本の保育学者、大阪教育大学教授。専門は保育学、児童福祉、子育て支援など。NPO法人ファザーリング・ジャパン顧問。大阪教育大学附属天王寺小学校校長。

## 来歴
兵庫県西宮市出身。西宮市立津門小学校、西宮市立今津中学校、兵庫県立西宮今津高等学校を経て、1990年聖和大学教育学部卒業。1991年西宮市役所初の保父（男性保育士）として採用、西宮市授産所「名神あけぼの園」に配属。1997年武庫川女子大学大学院臨床教育学研究科修士課程修了。2003年西宮市役所退職、神戸常盤短期大学専任講師。2009年関西学院大学大学院人間福祉研究科後期博士課程満期退学。2014年大阪教育大学教育学部准教授。2021年同大学教授。

## 著書
- 『男性保育士物語 みんなで子育てを楽しめる社会をめざして』ミネルヴァ書房 Minerva21世紀福祉ライブラリー 2005
- 『わが家の子育てパパしだい! 10歳までのかかわり方』旬報社 2010
- 『男の子の本当に響く叱り方ほめ方 どうしたら言うことをちゃんと聞いてくれるの??』すばる舎 2014
- 『うちの息子ってヘンですか? 男子育児のしんどさが解消される本』SBクリエイティブ 2015
- 『男の子にちゃんと伝わるしつけ&言葉かけ 心がラクになる★子育てアドバイス』西東社 2015
- 『思春期男子の育て方 いよいよワケがわからなくなってきた!』すばる舎 2015
- 『図解ウチの男子とパパの「??」がスッキリする本 "我が家の男たち"にお困りママへの処方箋』学研プラス　2016

### 共著・監修
- 『子育てパパ力検定公式テキスト&問題集』出題・監修 ファザーリング・ジャパン編 小学館 2007
- 『ワークライフバランス入門 日本を元気にする処方箋』荒金雅子,西村智共編著 ミネルヴァ書房 2007
- 『保育士養成テキスト 社会福祉』石田慎二,倉石哲也共編著 ミネルヴァ書房 2008
- 『パパルール あなたの家族を101倍ハッピーにする本 ファザーリング・ジャパン公式テキスト』Fathering Japan 編 安藤哲也共著 合同出版 2009
- 『子ども家庭福祉論』西尾祐吾共編著 晃洋書房 2011
- 『子どもの力を伸ばす!!じょうずな叱り方・ほめ方 0～6歳児に響く"しつけ"の言葉、伝え方』監修 洋泉社MOOK 2016

## 論文
- <小崎恭弘